# Kościół św. Katalda w Rabacie
Kościół Świętego Katalda (malt. Il-knisja ta’ San Katald, ang. St. Catald Church) – rzymskokatolicki barokowy kościół z 1745, zbudowany na miejscu średniowiecznej, pochodzącej z XV wieku kaplicy, znajdujący się w Rabacie na Malcie.

## Historia kościoła
Teren, na którym zbudowany został kościół, jest miejscem rozległej sieci podziemnych komór grobowych. Budynek stoi nad średniowieczną kryptą, z której prowadzi zejście do wczesnochrześcijańskiego hypogeum.
Patronem świątyni jest św. Katald, znany też jako Katald z Tarentu, irlandzki zakonnik, później biskup, żyjący w VII wieku.

### Oryginalna kaplica
Postawienie pierwszej świątyni datowane jest na wieki średnie i, z powodu braku jakichkolwiek pisanych dokumentów, można jedynie przypuszczać, że miała ona formę wspartej na ostro zakończonych łukach jednoizbowej prostokątnej kaplicy, typowej dla budowanych na wyspie w XV wieku.
W 1436 Rollo biskupa Senatore de Mello wspomina o „il benefitio di S. Cataldo”, ale jak dotąd nie znaleziono dowodów na związek pomiędzy tym beneficjum, a tą szczególną kaplicą. Jednak pierwsza świątynia poświęcona św. Kataldowi, jest udokumentowana na tym miejscu przynajmniej od 1495.
Kiedy w 1575 biskup Pietro Dusina wizytował kaplicę, stwierdził, że jest ona w bardzo złym stanie, i nakazał jej zamknięcie. Lecz, jak to czasem bywa, z jakiegoś powodu zalecenie papieskiego wizytatora nie zostało wypełnione. W ciągu kilku lat uszkodzenia zostały naprawione i kaplica została ponownie otwarta dla wiernych. Wciąż funkcjonowała w 1594; w tymże roku św. Katald zaczął być uważany za obrońcę przed „il male della Quartana”, tj. „chorobą, która przychodzi co cztery dni”, jak ówcześnie nazywano malarię.
W 1595 notariusz Mario Mallia i jego spadkobiercy przeznaczyli pewną sumę pieniędzy na odprawianie w kaplicy nieszporów oraz mszy świętych w dniu jej patrona, tj. 10 maja.

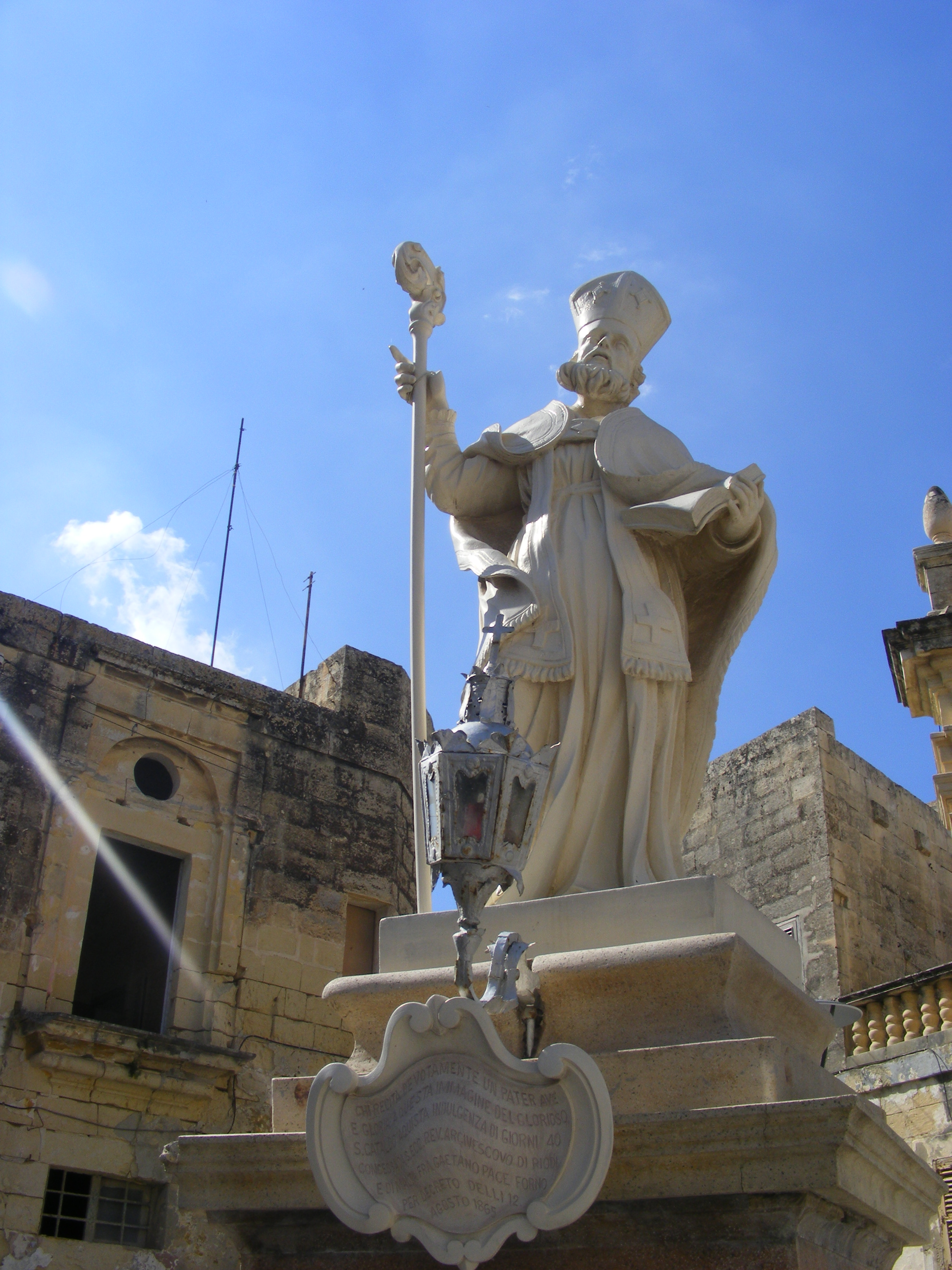
Statua św. Katalda na placu przed kościołem.

### Istniejący kościół
Starą kaplicę zburzono w 1739. Na jej miejscu zbudowano większy i bardziej imponujący kościół, w panującym wówczas stylu barokowym. Jego budowę ukończono w 1745, ale niestety nie wiemy, kto był jego architektem czy budowniczym. Z pewnością świątynia ta jest wspaniałym przykładem czasów baroku w połowie XVIII wieku. W tym samym czasie postawiono również kamienną statuę świętego, umieszczając ją na wysokim cokole przed kościołem. W Rabacie istniał silny kult św. Katalda, codziennie odprawiano mszę świętą, w kościele umieszczano ex-voto w formie obrazów, bądź srebrnych darów.

## Fasada kościoła
Fasada kościoła jest ładnie ozdobiona. Jej część centralna, zawierająca drzwi, jest wysunięta do przodu. Do boków, nieco cofnięte, przylegają dwie połówki pilastrów w stylu toskańskim, po jednej z każdej strony. Na frontowych narożach stoją pilastry; pomiędzy nimi, a główną częścią fasady, są wklęsłe ściany. Na szczycie fasady biegnie pełne belkowanie, ponad którym góruje wysoki fronton, zakończony kolejnym, w kształcie trójkąta, z krzyżem na szczycie. Po bokach stoją dwa cokoły, dźwigające formę w kształcie żołędzia.

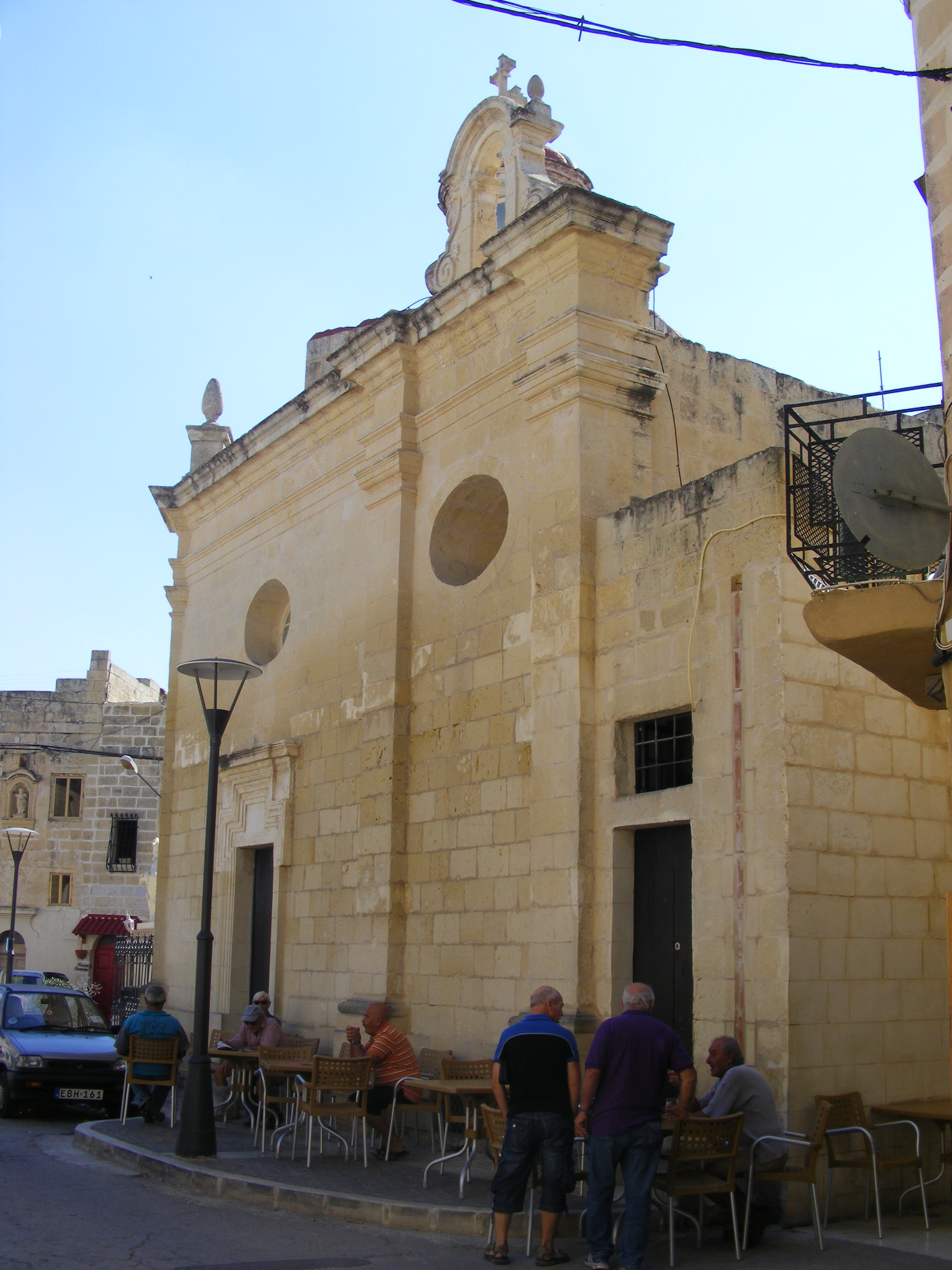
Północna ściana kościoła.

Na prostym portalu drzwi wejściowych, pomiędzy nimi, a wieńczącym je frontonem, wykuty w kamieniu krzyż grecki.

Na tylnych narożach oraz na bocznych ścianach znajdują się kolejne cztery pilastry. Ponad wszystkim pnie się w górę kopuła, wsparta na ośmiobocznym bębnie, zwieńczona latarnią z krzyżem na szczycie.

Na północnej (od strony Bir Ir-Riebu) ścianie kościoła znajdują się boczne drzwi oraz owalne okno ponad nimi. Po obu stronach drzwi, tuż nad poziomem chodnika, zakratowane okna z krypty pod kościołem. Nad gzymsem północno-zachodniego narożnika, nad drugim owalnym oknem, stoi bell-cot.

## Wnętrze

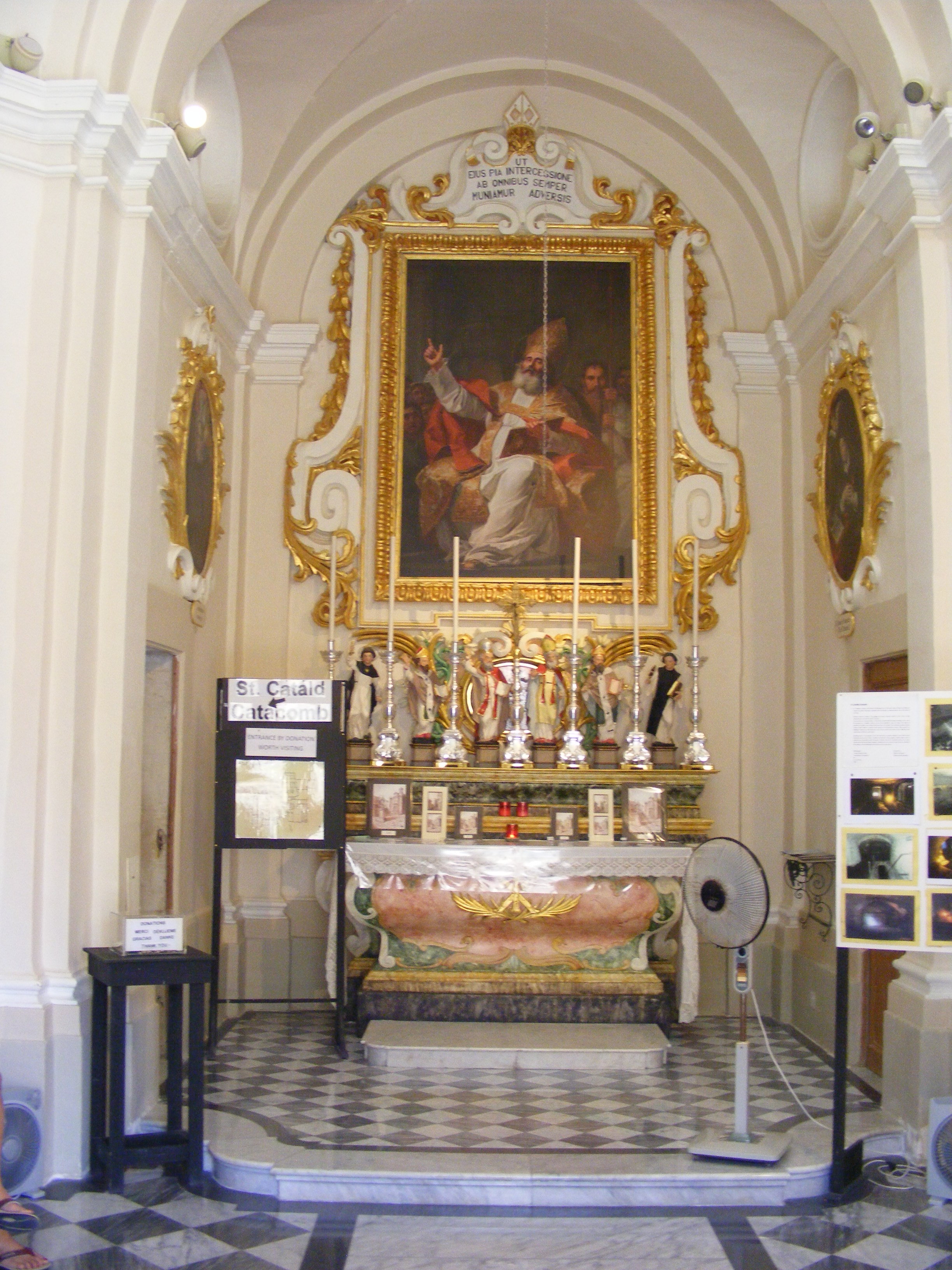
Wnętrze kościoła.

Kościół wewnątrz ma plan zbliżony do ośmiokąta. Filary w stylu toskańskim, jak również ściany dokoła, zwieńczone są belkowaniem, na którym wspierają się cztery arkady oraz cztery pendentywy, podpierające kopułę z latarnią. Wnęka ołtarzowa jest dość głęboka; ołtarz pokryty jest marmurem, na nim umieszczone jest tabernakulum.
Tytułowy obraz, umieszczony nad ołtarzem, przedstawia nauczającego św. Katalda ubranego w szaty biskupie. Jest to wspaniałe dzieło francuskiego malarza, Antoine de Favraya (1706-1798), który przez wiele lat mieszkał na Malcie. Pokryta złotem rama obrazu oraz, umieszczony poniżej owalny obraz z krajobrazem, są w stylu rokoko.
 Po obu stronach prezbiterium znajdują się drzwi; te po lewej stronie prowadzą do krypty i katakumb. Nad nimi, w owalnej ramie, portret św. Wincentego a Paulo. Drzwi po prawej stronie, ponad którymi owalny portret św. Joanny de Chantal, założycielki zgromadzenia Sióstr Wizytek, wiodą do zakrystii.

## Ochrona dziedzictwa kulturowego
Kościół umieszczony jest na liście National Inventory of the Cultural Property of the Maltese Islands (NICPMI) pod nr 2393, zaś figura św. Katalda, stojąca przed świątynią, pod numerem 2392.
W latach 2009–2010 przeprowadzona została kompleksowa renowacja świątyni.